# トリピー
トリピーは、鳥取県のPRキャラクターである。

## 概要
1997年（平成9年）に鳥取県境港市で開催された「ジャパンエキスポ鳥取'97 山陰・夢みなと博覧会」のマスコットとして登場した。鳥取県の名産品である二十世紀梨をモチーフに、博覧会のテーマである「翔け、交流新時代へ」の「翔け」から鳥の羽を持ち、さらに博覧会の名から水兵のスタイルとなった。博覧会終了後、鳥取県のPRキャラクターとして活躍している。当キャラクターは、みうらじゅんが「ゆるキャラ」の言葉を誕生させるきっかけとなった。

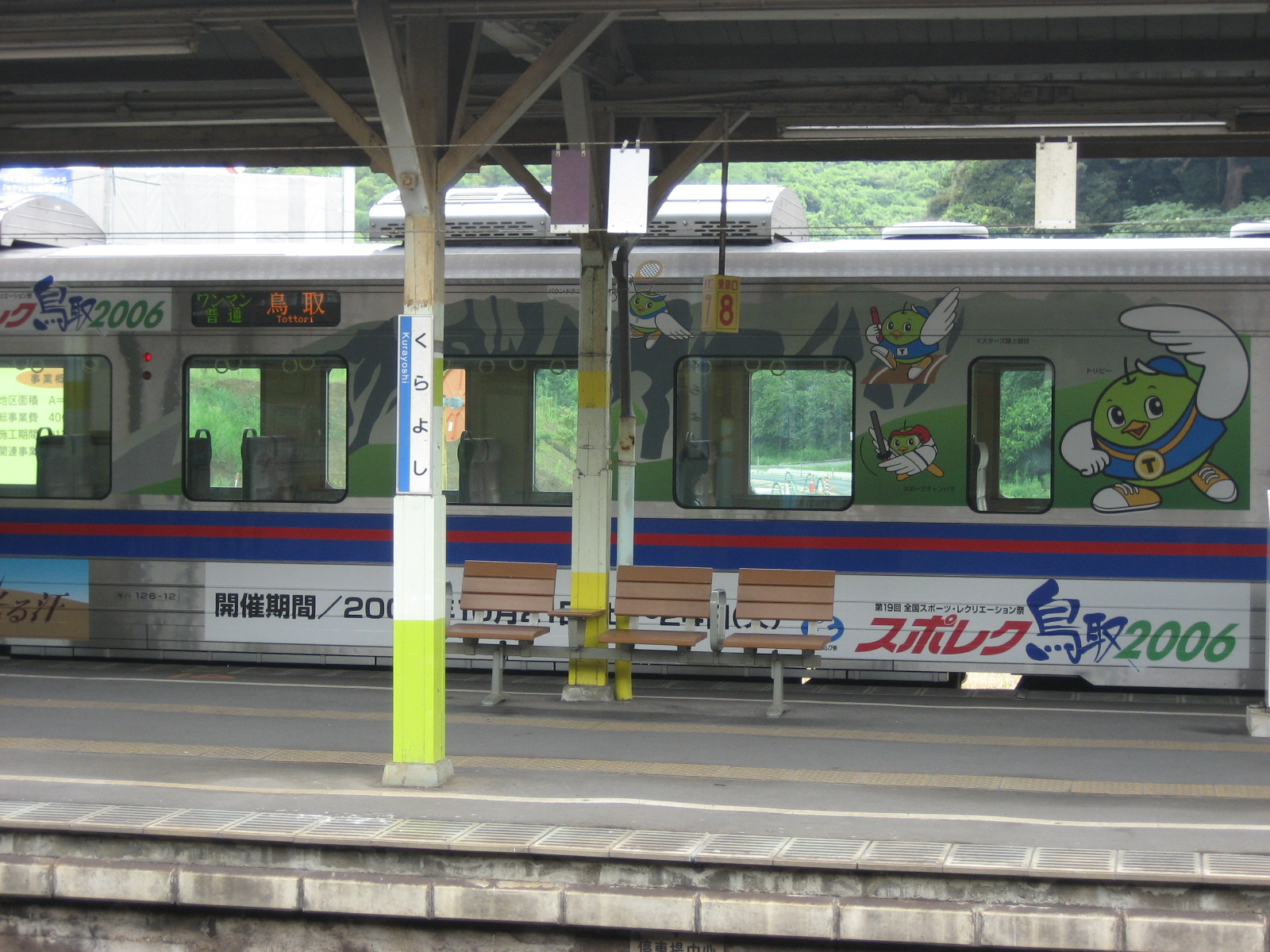
キハ126系のラッピング車（山陰本線倉吉駅）

## プロフィール
夢みなとタワーwebサイトより
- 身長 - 171.9cm
- 体重 - 67kg
- 胴まわり - 241cm
- 足の大きさ - 36cm
- 目の大きさ - 直径13cm
- 誕生地 - 山陰・夢みなと博覧会
- 生年月日 - 1997年7月12日
- 視力 - 2.0（両目とも）
- 特技 - スキー
- 好きなこと - 子供たちと遊ぶこと
- 嫌いなこと - いじめられること

## メディア出演
- みうらじゅん&安斎肇のゆるキャラに負けない! - 第1回のゲストとして出演
- 四十七大戦 - 第拾肆話に登場